# Chengdu J-7
J-7 (кит.: 歼-7)— китайський винищувач, копія радянського МіГ-21. Експортні модифікації позначаються F-7.

## Історія створення
В 1961 році СРСР передав Китаю ліцензію на виробництво винищувача МіГ-21Ф-13 і двигунів Р-11Ф-300. Крім цього, КНР отримала і кілька готових літаків МіГ-21Ф-13 і запчастини до них.
Однак через радянсько-китайський розкол ліцензію на винищувач і двигун було скасовано. Невдовзі співробітництво між СРСР і КНР було припинено, що негативно позначилось на освоєнні літаків китайською промисловістю.
В 1964 році не зважаючи на відсутність співробітництва з СРСР, Китай почав підготовку до серійного випуску.
J-7 здійснив перший політ 17 січня 1966 року. В 1967 р. випробування було завершено. Виробництво було налагоджено на заводах в Гуанчжоу, Шеньяні, але головним виробником J-7 був завод в Ченду.

## Модифікації
- J-7 — копія МіГ-21Ф-13.
- J-7I  — Модифікація, озброєна двома 30-мм гарматами Тип-30 (копія радянської НР-30) і без ракет.
- J-7II — здійснив перший політ у 1978 р. Було встановлено модернізований двигун, також літак отримав ракети «повітря — повітря» PL-2 (копія радянської Р-3).
- J-7IIA — здійснив перший політ у 1984 р. Винищувач отримав нову кабіну пілота, новий, значно надійніший двигун і західну авіоніку.
- J-7E — здійснив перший політ у 1990 р. Літак отримав нове крило, що покращило його льотні характеристики. До складу озброєння увійшла нова ракета «повітря — повітря» PL-8.
- JJ-7 — навчальний.